# Sint-Antonius Abtkapel (Heukelom)
De Sint-Antonius Abtkapel is een betreedbare kapel te Heukelom (Bergen), gelegen aan Heukelom 26.
Het is een rechthoekig zaalkerkje. Vermoedelijk werd de kapel onderhouden door de heren van Kasteel Bleijenbeek. In 1669 werd de kapel voor het eerst vermeld, maar de -voor 1904 verdwenen- klok was van 1640. In 1676 werd de kapel herbouwd, aangezien de eerste kapel tijdens de Tachtigjarige Oorlog verwoest werd, hoewel de fundamenten van deze kapel nog in de grond aanwezig zijn.
De kapel werd tot 1820 vanuit de parochie van Afferden bediend, maar raakte daarna in verval. In 1859 volgde restauratie, waarna de kapel bediend werd vanuit de parochie van Bergen. In 1904 schonken de bewoners van Heukelom een klok, die echter in 1942 door de Duitse bezetter werd gevorderd, maar na de oorlog weer werd gevonden en teruggeplaatst. In 2012 volgde opnieuw een restauratie van de kapel.
In 2004 werd een bronzen beeld geplaatst van Clemens Driessen dat een episode van de verzoeking van Antonius uitbeeldt: De duivel zou zijn verschenen in de gedaante van Christus, maar Antonius doorzag dit bedrog.